# La Messe (Van Beurden)
La Messe is een compositie voor mezzosopraan, accordeon, cello en groot harmonieorkest van de Nederlandse componist Bernard van Beurden op tekst van Paul Verlaine. Dit werk ontstond in opdracht van de Rotterdamse Kunstkring. 
Het werk is op cd opgenomen door Marjanne Kweksilber (mezzosopraan), Taco Koolstra (cello), Miny Dekkers (accordeon) en het Harmonieorkest van het Rotterdams Conservatorium onder leiding van Arie van Beek.